# Amand Valeur
Amand Valeur est un chimiste et pharmacologue français né le 12 juin 1870 à Lens et mort le 3 mars 1927 à Villejuif, surtout connu pour ses travaux sur les quinones et les alcaloïdes et comme directeur général des établissements Poulenc frères.

## La carrière
Amand Charles Valeur est né le 12 juin 1870 à Lens, dans le Pas-de-Calais, de parents pâtissiers. Il a dix ans lorsque son père et sa mère sont emportés par la variole noire. Recueilli par son oncle paternel, il commence à douze ans de brillantes études secondaires au collège Saint-Joseph d’Arras. En 1888, il est reçu bachelier en lettres. Après son service militaire, il accomplit, à la pharmacie Wagon à Lens puis à la pharmacie Famel à Paris, les trois années de stage exigées pour l’inscription à l’École de pharmacie de Paris.
En 1892, Valeur obtient son certificat de validation de stage et le baccalauréat en sciences et il s’inscrit à la fois à l’École de pharmacie  et à la faculté des sciences. L’année suivante, il se classe troisième au concours de l’internat des Hôpitaux. Au laboratoire de l’hôpital du Midi, hôpital Ricord à partir de 1893, il se lie d’amitié avec Auguste Béhal qui donne alors, selon la théorie et la notation atomiques, un cours libre de chimie organique à l’École de pharmacie. En 1895, Valeur reçoit la médaille d’or de l’École. À la même époque, Marcellin Berthelot se l’attache comme préparateur au laboratoire de chimie organique de l’École pratique des hautes études.
En 1898, Valeur passe avec succès les épreuves du diplôme de pharmacien. La même année, reçu avec la médaille d’or au concours des Hôpitaux, il obtient un poste d’inspecteur des asiles de la Seine. En 1900, il est docteur en sciences physiques.
En 1902, Valeur épouse la nièce de Béhal. L'année suivante, il rejoint la Molécule, groupe de jeunes chimistes que viennent de fonder Ernest Fourneau et Marc Tiffeneau, autres disciples enthousiastes de Béhal. Dans ce cercle, il rencontrera la plupart des futurs promoteurs, tant chimistes qu’entrepreneurs, de l’industrie pharmaceutique française, parmi lesquels Camille Poulenc, fondateur des établissements Poulenc frères, et Edmond Blaise qui assurera la direction scientifique de leurs usines.
Valeur passe brillamment le concours d’agrégation en 1909. De 1912 à 1914, il est chargé de conférences préparatoires au cours de chimie organique de l’École de pharmacie où, en 1913 et 1914, il tient aussi la chaire de Béhal.
Entretemps, il est devenu membre du conseil puis vice-président et enfin secrétaire général de la Société chimique de France et, après la guerre, il accepte enfin la direction générale des usines Poulenc que Camille lui propose depuis longtemps. Dès lors, Valeur se consacre entièrement à sa nouvelle tâche, jusqu’en 1926 où sa santé s’altère. Il meurt l’année suivante, le 3 mars 1927.

## L’œuvre scientifique
Valeur n’a guère poursuivi ses recherches personnelles après la guerre, entièrement occupé qu'il était par la direction des usines Poulenc. Cependant, certains des travaux qu’il a accomplis entre la fin du siècle et 1912, au cours d’à peine plus d’une douzaine d’années donc, ne laissent pas d’être d’une grande importance.
Valeur a donné, entre autres, des publications sur les halogènes (1899), sur les glycols tertiaires (1902), sur le tétraphénylbutane (1903), et sur l’ozone, obtenant brillamment l’agrégation, en 1909, avec la présentation d’une thèse sur « l’action de l’ozone sur les composés organiques ».
Il a donné d’importantes contributions sur les quinones, séparant, dans sa thèse de doctorat en sciences (1900), les fonctions paraquinone et orthoquinone du point de vue thermochimique,.
Mais l’essentiel de ses découvertes concerne certainement la spartéine. En collaboration avec Charles Moureu, Valeur a poursuivi pendant près de dix ans l'étude de cet alcaloïde du genêt à balais. Moureu et lui en ont entièrement élucidé la formule jusqu’alors tout à fait inconnue et ils ont montré que l’un au moins de ses atomes d’azote engage ses trois valences dans un noyau bicyclique,. Charles Dufraisse qualifiera de monumental ce travail que les recherches ultérieures confirmeront entièrement. Au cours de cette étude, en 1918, Valeur a également découvert la sarothamnine et la génistéine, autres alcaloïdes du genêt à balais.

## Récompenses et distinctions
- Médaille d’or de l’École de pharmacie (1895)
- Médaille d’or des Hôpitaux (1898)
- Prix de chimie organique de la Société chimique de France (1901)
- Prix Jecker de l’Académie des Sciences, en partie (1913)
- Chevalier de la Légion d’honneur (1914)

## Titres et fonctions
- Interne des Hôpitaux (1893)
- Préparateur à l’École pratique des hautes études (1895)
- Pharmacien de première classe (1898)
- Inspecteur des asiles de la Seine (1898)
- Docteur en sciences (1900)
- Agrégé de l’École de pharmacie (1909)
- Chargé de conférences à l’École de pharmacie (1912-1914)
- Professeur à l’École de pharmacie (en remplacement de Béhal ; 1913-1914)
- Pharmacien-major (1914-1918)
- Secrétaire général de l’Office des produits chimiques et pharmaceutiques (1914-1918)
- Directeur général des usines Poulenc frères (1918-1926)
- Membre du conseil, vice-président, puis secrétaire général de la Société chimique de France

## Publications
- 1900 : Contribution à l'étude thermochimique des quinones : Recherches sur la constitution des quinhydrones, thèse présentée à la faculté des sciences de Paris, pour obtenir le grade de docteur en sciences physiques, Paris, Gauthier-Villars.
- 1901 : (en) « Ueber die quantitative Bestimmung der Halogene in den organischen Verbindungen », dans Fresenius' Journal of Analytical Chemistry.
- 1904 : Chimie et toxicologie de l'arsenic et de ses composés, thèse présentée au concours d'agrégation du 1er février 1904, section de chimie et de toxicologie), A. Joanin.
- 1909 : Action de l'ozone sur les composés organiques, Octave Doin et fils.
- 1909 : Traité de chimie organique d'après les théories modernes, 3e éd., avec Auguste Béhal, préf. de Charles Friedel, Octave Doin.
- 1912 : Rapport sur l'Exposition internationale des industries et du travail. Groupe XVII-B. Classe 121. Industrie pharmaceutique, Comité français des expositions à l'étranger.
- 1925 : « Sur la valeur de l'indice DM. pour l'essai des arsénobenzènes », avec Léon Launoy, dans Journal de pharmacie et de chimie, 8e sér., vol. 1er.
- 1926 : « Quelques observations sur l'indice DM. pour l'essai des arsénobenzènes », avec Léon Launoy, dans Journal de pharmacie et de chimie, 8e sér., vol. 3, 1er mars.

## Source
- « Amand Valeur (1870-1927) », notice biographique rédigée par la Société d’histoire de la pharmacie d’après Maurice Javillier, Bull. sc. pharm., vol. 34, no 221, 1927 ;  et Les Annales coopératives pharmaceutiques, mars 1936.